# Sub umbra părului sălbatic
Sub umbra părului sălbatic (în turcă Ahlat Ağacı, cu sensul de Părul sălbatic) este un film dramatic turcesc din 2018 regizat de Nuri Bilge Ceylan. A fost selectat pentru a concura la premiul Palme d'Or la Festivalul Internațional de Film de la Cannes din 2018. De asemenea, a fost ales ca propunerea Turciei la categoria cel mai bun film străin la a 91-a ediție a premiilor Oscar, dar nu a fost nominalizat.

## Prezentare
Sinan este un tânăr scriitor începător care tocmai și-a terminat studiile. Întorcându-se în orașul său natal Çan, el începe să caute sprijin local pentru a-și publica manuscrisul de debut, pe care îl numește „meta-roman ciudat de auto-ficțiune”, dar își dă seama că localnicii nu sunt interesați. De asemenea, descoperă că tatăl său excentric, Idris, și-a pierdut averea și rangul social al familiei datorită dependenței sale față de jocurile de noroc. Îngrijorat de perspectivele sale privind cariera și trezindu-se izolat social în orașul său natal, Sinan rătăcește prin țară și se angajează într-o serie de conversații dificile cu diverse rude și localnici, inclusiv cu un scriitor consacrat și doi imami care au opinii diferite despre locul religiei în lumea modernă.
În cele din urmă, dezgustat de jocurile de noroc degenerate ale tatălui său și suspectând că acesta fură bani, Sinan îl vinde pe iubitul câine al tatălui său pentru a face rost de bani pentru publicarea cărții sale. Apoi pleacă din oraș pentru îndeplinirea serviciului militar obligatoriu. Când se întoarce, descoperă că tatăl său și-a abandonat familia și acum trăiește ca un păstor la țară. Cei doi se reconectează într-o conversație prietenoasă, în care Idris dezvăluie că a renunțat la încercarea sa  don-quijotească de lungă durată de a săpa o fântână pe proprietatea sa aridă și că a citit și s-a bucurat de cartea lui Sinan (devenind singura persoană care pare să fi făcut acest lucru). Într-un moment suprarealist, se pare că Sinan s-a spânzurat de fântâna abandonată, dar filmul se termină brusc cu trezirea lui Idris. În căutarea fiului său absent, se îndreaptă spre fântână pentru a-l găsi pe Sinan în adânc, continuând să sape.

## Distribuție
- Aydın Doğu Demirkol⁠(tr)[traduceți] - Sinan Karasu[7]
- Murat Cemcir - İdris Karasu (tatăl lui Sinan)
- Bennu Yıldırımlar - Asuman Karasu (mama lui Sinan)
- Hazar Ergüçlü - Hatice
- Serkan Keskin - Süleyman
- Tamer Levent - Recep (tatăl lui İdris, bunicul lui Sinan)
- Akın Aksu - Imam Veysel
- Ahmet Rıfat Șungar⁠(tr)[traduceți] - Ali Rıza
- Kubilay Tunçer⁠(tr)[traduceți] - İlhami
- Öner Erkan - Imam Nazmi
- Özay Fecht - Hayriye (mama lui Asuman, bunica lui Sinan)
- Kadir Çermik - primarul Adnan
- Ercüment Balakoğlu⁠(tr)[traduceți] - Ramazan (tatăl lui Asuman, bunicul lui Sinan)
- Sencar Sağdıç - Nevzat
- Asena Keskinci - Yasemin Karasu (sora mai mică a lui Sinan)

## Producție
Regizorul Nuri Bilge Ceylan a descris proiectul ca fiind unul inspirat de un tată și un fiu care erau vecini ai săi la Çanakkale, Turcia, locul unde a crescut. Fiul, Akın Aksu, a fost de acord să ajute la scenariu și, de asemenea, a interpretat personajul Imam Veysel în film. Scenariul final a fost bazat în mare parte pe viața lui Aksu și cele două romane autobiografice ale sale, cu toate că Ceylan a descris filmul ca fiind parțial bazat pe relația sa cu propriul său tată. Titlul filmului provine de la povestirea omonimă a lui Aksu.
Actorul principal Aydın Doğu Demirkol nu a mai jucat niciodată într-un film până acum, iar Ceylan l-a găsit pe Facebook. Ceylan l-a descris ca „... cel mai deștept actor pe care l-am cunoscut până în prezent”.
A fost filmat mai ales în orașul Çanakkale și în orașul și regiunea Çan. Calul troian de pe malul orașului Çanakkale (unde Sinan se ascunde în timpul unei secvențe de vis) este o recuzită din filmul Troia din 2004.

## Lansare și primire
Filmul este distribuit în România de Voodoo Films.
Pe Rotten Tomatoes, 94% din cele 80 de recenzii critice sunt pozitive, iar media este de 8,4 din 10. Consensul criticilor site-ului web spune că filmul: „folosește experiența de după absolvire a unui tânăr pentru a pune întrebări care te pun pe gânduri și antrenante despre viața din Turcia modernă - și restul lumii.” Metacritic, care folosește o medie ponderată, a atribuit filmului un scor mediu de 86 din 100, pe baza a 21 critici, indicând „recunoaștere universală”. A fost unul dintre cele mai bine recenzate filme - dintre cele care au avut premiera la Festivalul de la Cannes din 2018.